# プドゥコーッタイ
プドゥッコーッタイ（புதுக்கோட்டை；Pudukkottai）は、インド南部のタミル・ナードゥ州にある都市。プドゥッコーッタイ県の県庁所在地であり、同県プドゥッコーッタイ郡の中心都市である。

## 地理
北緯： 10° 22' 60 　／　東経： 78° 49' 0 
- 県外
  - チェンナイまで 395km
  - ティルッチラーッパッリまで 213km
  - マドゥライまで 111km
  - コーヤンブットゥールまで 253km
  - カンニヤークマリまで 353km

## 政治
プドゥッコーッタイでは、2001年の州議会議員選挙ではAIADMKのC・ヴィジャヤバースカル博士が当選し、2006年の州議会議員選挙でも同党のR・ネドゥンチェーリヤンが当選した。